# Nevi’im
Nevi'im (hebr. נביאים), eller dansk Profeterne, er anden afdeling af de tre overordnede sektioner i den hebraiske bibel, Tanakh. Afsnittet efterfølger Torahen (Loven) og efterfølges af Ketuvim (Skrifterne). Nevi'im er traditionelt inddelt i to dele: De tidlige profeter (Nevi'im Rishonim נביאים ראשונים), som indbefatter Josva- og Kongebøgerne, og de sene profeter (Nevi'im Aharonim נביאים אחרונים), som hovedsageligt består af profetiske skrifter i form af poesi.
I jødisk tradition er Samuelsbøgerne og Kongebøgerne hver især én bog. Derudover bliver de relativt korte tolv profeter regnet som en bog: Tolvprofetbogen. Dermed indeholder Nevi'im otte bøger ud af 24 bøger i Tanakh. I den jødiske liturgi læses uddrag af teksterne offentligt i synagogen efter torahlæsningerne hver sabbat og på jødiske festdage.